# Adonisea hirtella
Adonisea hirtella är en fjärilsart som beskrevs av Augustus Radcliffe Grote och Robinson 1866. Adonisea hirtella ingår i släktet Adonisea och familjen nattflyn. Inga underarter finns listade i Catalogue of Life.